# Pieve dei Santi Martino e Sisto
La pieve dei Santi Martino e Sisto si trova a Vellano, una frazione di Pescia, in provincia di Pistoia, diocesi di Pescia.

## Storia e descrizione
Documentata dal 910, è stata totalmente trasformata da interventi settecenteschi e ottocenteschi. Recenti restauri hanno evidenziato elementi medievali nella facciata, mentre sotto lo spazio prospiciente l'ingresso è stato riportato alla luce un ambiente a volte, probabilmente la cripta della chiesa preesistente.
L'interno a tre navate, con abside quadrangolare, presenta colonne di ordine ionico ed è interamente decorato da fregi realizzati in stucco. La copertura a volta a botte delle navate nasconde alla vista la travatura lignea. Interessante è un frammento di affresco trecentesco di scuola giottesca, raffigurante il Martirio di San Sisto, mentre su un altare laterale si trovano una Madonna e un Angelo di ambito robbiano.
Nel coro è una tela con la Madonna addolorata tra i Santi Francesco di Paola, Luigi Gonzaga e Filippo Neri, del vellanese Alberico Carlini, ed un'altra, frammentaria con la Madonna del Rosario, dipinta da Spinamonte Vanni forse all'inizio del Seicento per un convento di monache esistente in antico in paese.